# Gymnanthereae
Gymnanthereae es una tribu de plantas de flores perteneciente a la familia Apocynaceae (orden Gentianales).  Esta tribu tiene los siguientes géneros.

## Géneros
| - Atherandra - Atherostemon - Camptocarpus | - Decalepis - Gymnanthera - Harpanema | - Ischnolepis - Raphionacme |